# Turcja na Mistrzostwach Świata w Lekkoatletyce 2022
Turcja na Mistrzostwach Świata w Lekkoatletyce 2022 – reprezentacja Turcji podczas mistrzostw świata w Eugene liczyła 7 zawodników, występujących w 7 konkurencjach.

## Skład reprezentacji

### Kobiety
| Zawodniczka    | Konkurencja    | Elimincje | Elimincje | Półfinał | Półfinał | Finał   | Finał   | Źródło |
| Zawodniczka    | Konkurencja    | Wynik     | Pozycja   | Wynik    | Pozycja  | Wynik   | Pozycja | Źródło |
| -------------- | -------------- | --------- | --------- | -------- | -------- | ------- | ------- | ------ |
| Şilan Ayyıldız | bieg na 1500 m | 4:12,67   | 38.       | NQ       | NQ       | NQ      | NQ      | [ 1 ]  |
| Meryem Bekmez  | chód na 20 km  | —         | —         | —        | —        | 1:33:27 | 18.     | [ 2 ]  |

| Zawodniczka    | Konkurencja    | Kwalifikacje | Kwalifikacje | Finał | Finał   | Źródło |
| Zawodniczka    | Konkurencja    | Wynik        | Pozycja      | Wynik | Pozycja | Źródło |
| -------------- | -------------- | ------------ | ------------ | ----- | ------- | ------ |
| Tuğba Danışmaz | trójskok       | 13,63        | 23.          | NQ    | NQ      | [ 3 ]  |
| Eda Tuğsuz     | rzut oszczepem | NM           | NM           | NQ    | NQ      | [ 4 ]  |

### Mężczyźni
| Zawodnik        | Konkurencja                | Eliminacje | Eliminacje | Półfinał | Półfinał | Finał | Finał   | Źródło      |
| Zawodnik        | Konkurencja                | Wynik      | Pozycja    | Wynik    | Pozycja  | Wynik | Pozycja | Źródło      |
| --------------- | -------------------------- | ---------- | ---------- | -------- | -------- | ----- | ------- | ----------- |
| Mikdat Sevler   | bieg na 110 m przez płotki | 13,61      | 26.        | NQ       | NQ       | NQ    | NQ      | [ 5 ]       |
| Yasmani Copello | bieg na 400 m przez płotki | 49,83      | 19. q      | 51,49    | 22.      | NQ    | NQ      | [ 6 ] [ 7 ] |

| Zawodnik   | Konkurencja   | Kwalifikacje | Kwalifikacje | Finał | Finał   | Źródło      |
| Zawodnik   | Konkurencja   | Wynik        | Pozycja      | Wynik | Pozycja | Źródło      |
| ---------- | ------------- | ------------ | ------------ | ----- | ------- | ----------- |
| Ersu Şaşma | skok o tyczce | 5,75         | 6. q         | 5,80  | 8.      | [ 8 ] [ 9 ] |